# Sebt Ait Rahou
Sebt Ait Rahou (franska: Sebt Ait Rahou (CR), Sebt Ait Rahou (Commune Rurale), arabiska: تيزي نغشو) är en kommun i Marocko.   Den ligger i provinsen Khénifra och regionen Béni Mellal-Khénifra, i den nordöstra delen av landet, 90 km sydost om huvudstaden Rabat. Antalet invånare är 10 209.